# Dorahpasset
Dorahpasset är ett bergspass som förbinder provinsen Badakhshan, i nordöstra Afghanistan, och distriktet Chitral i Pakistan..